# Nørdre Blåbreahøe sør
De Nørdre Blåbreahøe sør is een berg behorende bij de gemeente Lom en Vågå in de provincie Oppland in Noorwegen. De berg, gelegen in Nationaal park Jotunheimen, heeft een hoogte van 2154 meter.
De Nørdre Blåbreahøe sør is onderdeel van het gebergte Jotunheimen.